# Бајан
Бајан је био аварски каган из 6. века. Аварска војска је под његовим вођством опседала и освојила Сирмијум (Сремска Митровица) 582. године. Бајан је имао два сина, чија имена нису забележена. Најпре га је наследио старији син, за кога Теодор Синкел пише да је покорио „суседна племена“, а затим млађи који је опседао Цариград (626. године) уз помоћ словенских одреда опскрбљених моноксилима (словенски чамци) који су били неопходни за битку на мору. 
Прво помињање у историјским изворима (о њему пише Менандар) потиче из око 568. године. Накод освајања Сирмијума се из историјских извора губи Бајаново име. О Аварима пише и Теофилакт Симоката, који аварског вођу означава само као кагана, без личног имена. 
У месту Тепе (код Дебрецина у Мађарској) је откривена богата сахрана са сребрним посудама на којима су монограми цара Јустинијана или Јустина II. На основу богатства гробних прилога и датовања, постоји могућност да је овде сахрањен управо каган Бајан.